# Fort Bon Secours
 (novembre 2023).
Si vous disposez d'ouvrages ou d'articles de référence ou si vous connaissez des sites web de qualité traitant du thème abordé ici, merci de compléter l'article en donnant les références utiles à sa vérifiabilité et en les liant à la section « Notes et références ».
Le fort Bon Secours, à l'origine et jusqu'en 1700 appelé Fort Perrot, fut fondé par Nicolas Perrot en 1685, sur les rives du lac Pépin, de l'autre côté de la rivière du Bon Secours. 
Sa localisation est à proximité de Reads Landing dans le Minnesota. Le fort fut occupé pendant cinq ans, et fut abandonné après que Perrot fut rappelé de ses directives en 1690.  
En 1697, Pierre-Charles Le Sueur, le nouveau commandant du Fort La Pointe, sur l'île Madeleine dans la Baie Chequamegon, construit un deuxième fort sur le même site. Il fut encore occupé pour quatre à cinq ans. Par la suite, trois ou quatre autres forts furent construits sur les rives du lac Pépin. Leurs intérêt principal était le fait que ses lieux étaient le centre géographique du peuple des Saulteaux, connu aujourd'hui comme Sioux ou Dakotas.